# Antonio Canova

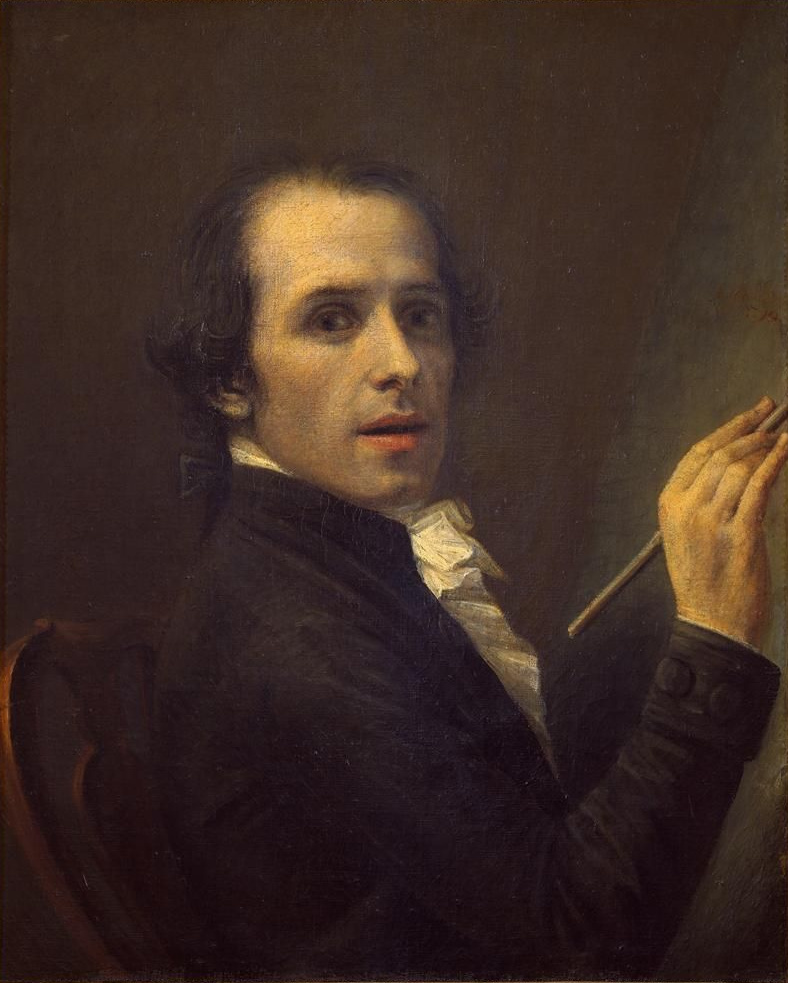
Antonio Canova
(1790), zelfportret, Uffizi

Antonio Canova (Possagno, 1 november 1757 - Venetië, 13 oktober 1822) was een Italiaans beeldhouwer en kunstschilder. 
Hij was leerling van Toretti (Il Giovane) in Venetië, in 1773 opende hij zijn eigen atelier. Hij stierf in 1822 en ligt begraven in zijn eigen versie van het Pantheon.
Canova’s werk is neoclassicistisch, een stijl waarbij goed gekeken werd naar de klassieken. Canova probeerde niet zozeer de werkelijkheid af te beelden, maar een ideaal. Canova wilde door middel van zijn naaktstudie terugkeren naar de eenvoud van de natuur. Zijn beeldhouwwerken zijn fluwelig en gevoelig.

## Geschiedenis
Canova is geboren in 1757 in Possagno vlak bij Venetië. Hij verloor zijn ouders op jonge leeftijd en werd opgevoed door zijn grootouders. Zijn hele familie was artistiek. Canova is begonnen als schilder. Hij heeft ook naaktstudies gedaan, om het menselijk lichaam te bestuderen. Hij werkte in zijn schetsen ook met licht en donker. Toen hij zestien was kreeg hij zijn eerste beeldhouwopdracht, Orpheus en Eurydice. Toen hij 18 was, kreeg hij zijn eigen atelier. Hij heeft lange tijd in Rome gewoond. In 1802 werd hij door Napoleon naar Parijs gehaald om Napoleon uit te beelden. In 1815 stuurde Paus Pius VII hem naar het Parijse Louvre om de door Napoleon geroofde Vaticaanse kunst op te eisen in uitvoering van het Verdrag van Parijs (1815). De Vaticaanse kunstwerken waren immers ondertussen ondergebracht in de door Vivant Denon samengestelde collectie in het Musée Napoleon. In 1819 ontwierp hij een tempel, geïnspireerd op het Pantheon, als geschenk aan zijn geboortedorp, en daar is hij na zijn dood in 1822 bijgezet.

## Over zijn werken
Canova’s kunst valt onder het Neoclassicisme. Canova is bekend geworden door de tederheid van zijn beelden. Volgens veel mensen lijken zijn beelden van echte huid in plaats van marmer. Canova streefde in zijn beelden naar een ideaal, maar probeerde toch natuurgetrouw te zijn.
Enkele van zijn werken zijn:
- Icarus en Daedalus
- Amor en Psyche
- Paoline Borghese
- Geliefden
- Orphée et Eurydice
- Napoleon als Mars de vredestichter

## De beeldhouwkunst
Eerst maakte Canova schetsen, als hij dan een idee had maakte hij een bozzetto. Dat is een klein beeldje van klei. Als hij het idee dan helemaal in zijn hoofd had, maakte hij een gipsmodel. Dit deed hij nog allemaal zelf. Dan brachten de leerlingen de maten van het gipsmodel over op het marmer. Dit deden ze met een puncteermachine. Zijn leerlingen maakten het grove werk af. Canova maakte daarna het beeld glad met kleine steentjes. Daarna polijstte hij het werk met puimsteen. Volgens sommigen waren deze heel levendig en vol vitaliteit terwijl de definitieve werken veel uitdrukkingslozer en gesloten zijn.

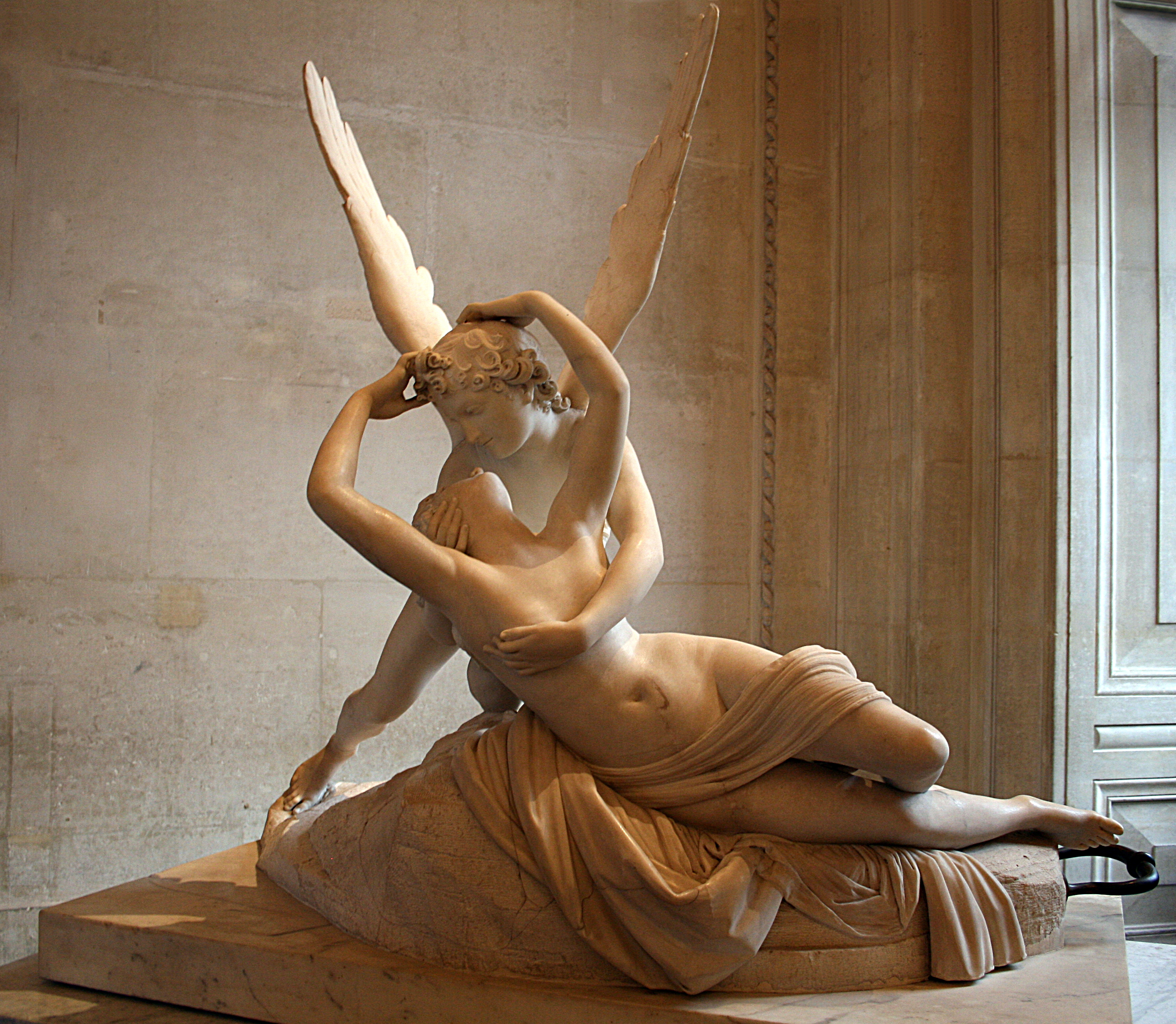
Amor en Psyche, Louvre

## Amor en Psycheliggend
Deze beeldengroep staat tegenwoordig in het Louvre. Het is gemaakt tussen 1787 en 1793 voor kolonel John Campbell. Liefde was het hoofdonderwerp van Canova. Er zit een zekere tederheid in dit beeld. Canova was zelf niet tevreden met zijn beeld, omdat er een zwarte streep door het blok marmer liep. De twee geliefden waren eerst naar elkaar toegekeerd, maar door de armen en benen zit er al wel een rotatie in. Later heeft Canova Psyche nog verder gedraaid. Canova is geïnspireerd door een muurschildering uit Herculaneum, Faun en bacchante.

## Grafmonument van Maria Christina van Oostenrijk
Dit grafmonument is in 1805 opgericht voor Maria Christina van Oostenrijk. Het staat in de Weense Augustinerkirche. Het grafmonument bestaat uit een piramideachtig bouwwerk. De figuren op de voorgrond lijken te verdwijnen in de piramide, maar dat is schijn. Verder is er een trap voor gebouwd, waardoor het nog meer lijkt alsof het echt is. Het is heel realistisch, het kleed op de trap maakt het nog realistischer. De vrouw die de urn draagt is de deugd. Volgens sommigen is de vrouw die de oude man en het kind bij de hand leidt de barmhartigheid. Maar anderen zeggen dat het de vertegenwoordiging is van alle levensfasen. Rechts zit de engel des doods. De gestorvene is niet heel groot afgebeeld. Het is anders dan andere grafmonumenten van Canova. Bij de andere werken spelen de rouwende nabestaanden een grote rol, hier niet. 

## Publieke collecties
Werken van Antonio Canova zijn in de openbare collecties van: 
- Museum de Fundatie in Zwolle
- Amsterdam Museum
- Hermitage in Sint-Petersburg